# 北陸新聞
北陸新聞（ほくりくしんぶん）は1952年から石川県内で発行されていた新聞。現在の北陸中日新聞の前身。
第二次世界大戦後の1946年より、石川県の北國新聞社が、隣の富山県に「越境」して富山新聞（戦前の「越中付録」を改題・復刊したもの）の発行を開始した。それに対抗するように、富山県の北日本新聞社が石川県で発行していたのが北陸新聞である。

## 歴史
- 1952年3月15日　創刊[1]。
- 1953年
  - 2月11日　石川県金沢市で自社印刷を開始[2]。　
  - 春　北日本新聞社、北陸新聞の経営権を手放す（赤字がかなりの額になったことや一応の基盤を築けたことが理由）。百貨店の大和が経営を引き継ぐ[3]。
- 1960年　中部日本新聞社（現：中日新聞社）が経営権を買い取る。11月1日、「北陸中日新聞」として発行し始める[4]。